# ناحية قصروك
ناحية قصروك (بالكردية: قه سرۆك‏) هي ناحية من نواحي قضاء عقرة، في محافظة دهوك، العراق، وان اصل كلمة قصروك هو تصغير لكلمة (قصر)، بمعنى القصر الصغير، وهي كلمة تركية الأصل، تقابلها (بالكردية: كۆشك)‏ والتي تعني القصر.
توجد العديد من قرى المنطقة الشمالية من العراق تسمى بهذا الاسم، منها:
- قرية قصروك في ناحية جوار قورنة في قضاء رانية.
- قرية في ناحية أغجلر، قضاء جمجمال.
- قرية في ناحية خوشناو، قضاء شقلاوة.
- قرية في ناحية السندي، قضاء زاخو
- قصروك ايتون في قضاء الشيخان.
- قصروك استوفان في قضاء الشيخان
- قرية في ناحية ألقوش.
- كوشك الصغير، ناحية قادر كرم.
- كوشك الكبير، ناحية قادر كرم.[1]